# Ett heligt arv är kyrkan
Ett heligt arv är kyrkan är en psalm vars text och musik är skriven av Tore Littmarck år 1992.

## Publicerad i
- Psalmer i 90-talet som nr 819 under rubriken "Kyrkan och gudstjänsten"
- Psalmer i 2000-talet som nr 922 under rubriken "Kyrkan och gudstjänsten"